# Kristen Viikmäe
Kristen Viikmäe (Tallinn, 10 de fevereiro de 1979) é um futebolista estoniano.

## Carreira
A carreira de Viikmäe é diretamente ligada ao Flora, onde estreou em 1996. Em 2000, foi jogar no Vålerenga, mas seu desempenho no futebol norueguês foi tímido e retornou ao Flora, por empréstimo, em 2003. No ano seguinte, seu contrato foi renovado. Entre o fim de 2004 e 2006, Viikmäe foi emprestado ao Enköpings, Fredrikstad e Gefle, mas não teve nenhum sucesso pelas três equipes.
Foi contratado pelo modesto Jönköpings Södra IF, onde reencontrou seu melhor futebol. Com on fim de seu contrato, o atleta ficou desempregado, mas não por muito tempo: em janeiro de 2010, assinou um contrato com o Panegialios, da inexpressiva Gamma Ethniki, a terceira divisão grega.

## Seleção
Kristen estreou na Seleção Estoniana de Futebol em 1997, com apenas 17 anos, em uma partida contra o Seleção Libanesa de Futebol, entrando no lugar de Andres Oper.
Em 13 anos, foram 114 partidas disputadas, e 15 gols.